# 馬格里布阿拉伯語
馬格里布阿拉伯語，也叫达里贾（‎，意为“方言”），是指在馬格里布等地區（包括阿爾及利亞、摩洛哥、突尼斯和利比亞）使用的阿拉伯語變體。在阿爾及利亞的法國殖民期間，學校將馬格里布阿拉伯語作為一門獨立的學科教授。馬格里布人將他們自己的語言稱作「Derija」或「Darija」——在書面阿拉伯語中意即「方言」。馬格里布阿拉伯語主要作為口語使用；而書面及新聞廣播主要使用書面阿拉伯語（‎）和法語。在摩洛哥和突尼斯，馬格里布阿拉伯語用於幾乎所有口語交流、電視劇和廣告；而書面交流則使用書面阿拉伯語。馬格里布阿拉伯語的大部分詞彙來自阿拉伯語，有著柏柏語底層，也因歷史上是歐洲的殖民地，有一些法語、西班牙語、意大利語的借詞。對於馬什里克地區的人來說，馬格里布阿拉伯語十分難理解——其中最易的是利比亞阿拉伯語，最難的是摩洛哥阿拉伯語。
馬格里布阿拉伯語仍在吸收法語和英語詞彙，尤其是在科技領域；同時也在某些范圍內用書面阿拉伯語代替老舊的法語和西班牙語詞彙。馬格里布阿拉伯語用n-作為動詞第一人稱單數前綴，這點異於黎凡特阿拉伯語和書面阿拉伯語。其借詞通常來自法語（阿爾及利亞、摩洛哥、突尼斯）、西班牙語（突尼斯）和意大利語（利比亞、突尼斯的一部分），而且除了一些例外之外（如動詞的被動式），借詞也像阿拉伯語詞彙一樣變位。由於它較少用於書面，所以會很快發生變化，並且很易從附近的語言中吸收新單詞。這點與諾曼征服英格蘭後的中古英語相似。
語言學上，安達盧斯阿拉伯語和西西里阿拉伯語——及其後裔馬耳他語——屬於馬格里布阿拉伯語；但在討論現代語言時，馬格里布阿拉伯語限於北非。

## 種類
- 哈桑语
- 摩洛哥阿拉伯語
- 突尼西亞阿拉伯語
- 阿爾及利亞阿拉伯語
- 利比亞阿拉伯語
- 茅利塔尼亞阿拉伯語
- 撒哈拉阿拉伯語
- 西西里阿拉伯語